# Tottenham Hotspur F.C. 3-4 Manchester City F.C. (2004)
Tại vòng 4 cúp FA mùa giải 2003-04, hai câu lạc bộ Tottenham Hotspur và Manchester City phải đi đến trận đá lại tại sân White Hart Lane, Luân Đôn, vào tối ngày 04 tháng 2 năm 2004 (rạng sáng 05 tháng 2 năm 2004 theo giờ Việt Nam) – sau khi trận đấu chính thức vào 11 ngày trước đó khép lại với tỷ số hòa 1-1.
Tottenham đã dẫn trước 3-0 trước giờ nghỉ bằng các bàn thắng của Ledley King, Robbie Keane và của Christian Ziege từ một pha đá phạt. Trong khi đó bên phía Man City, cầu thủ hay nhất của họ lúc đó là Nicolas Anelka phải rời sân sớm từ phút 27 do chấn thương và mọi thứ càng trở nên tồi tệ hơn với nửa xanh thành Manchester khi tiền vệ trung tâm Joey Barton phải nhận thẻ vàng thứ hai và rời sân trước khi bước vào giờ nghỉ. Tuy nhiên sau giờ giải lao, ba bàn thắng của Sylvain Distin, Paul Bosvelt, Shaun Wright-Phillips cùng bàn thắng vào những phút bù giờ cuối cùng của Jon Macken đã mang về chiến thắng cho Man City. Chiến thắng ấy được một tạp chí xem là "màn lội ngược dòng tuyệt vời nhất lịch sử bóng đá Anh từng được biết tới."
Cho đến nay, trận đấu này vẫn được xem là một trong những cuộc ngược dòng hay nhất trong lịch sử cúp FA. Man City sau đó đã tiến vào vòng 5 cúp FA nhưng đã thua với tỷ số 2-4 trong trận derby Manchester với Man Utd trên sân Old Trafford, đội bóng này sau đó đã lên ngôi vô địch Cúp FA mùa giải 2003-04.
15 năm sau, ở trận tứ kết lượt về UEFA Champions League 2018-19 trên sân Etihad, hai câu lạc bộ Man City và Spurs đã cống hiến một trận cầu mãn nhãn với kết quả là phần thắng 4-3 dành cho Man City tương tự như trận đấu tại vòng 4 Cúp FA năm 2004 này. Tuy nhiên hơi khác một chút là Spurs mới là những người giành vé đi tiếp nhờ luật bàn thắng sân khách bởi họ đã thắng 1-0 ở lượt đi.

## Kết quả thi đấu
| Tottenham Hotspur                 | 3–4    | Manchester City                                               |
| --------------------------------- | ------ | ------------------------------------------------------------- |
| - King 2' - Keane 19' - Ziege 43' | Report | - Distin 48' - Bosvelt 69' - Wright-Phillips 80' - Macken 90' |

| Tottenham Hotspur | Manchester City |

| TN          | 13 | Kasey Keller      |  |     |
| HV          | 2  | Stephen Carr      |  |     |
| HV          | 26 | Ledley King       |  |     |
| HV          | 30 | Anthony Gardner   |  |     |
| HV          | 23 | Christian Ziege   |  | 60' |
| TV          | 29 | Simon Davies      |  |     |
| TV          | 36 | Dean Richards (c) |  |     |
| TV          | 6  | Michael Brown     |  |     |
| TV          | 11 | Stéphane Dalmat   |  |     |
| TĐ          | 18 | Robbie Keane      |  |     |
| TĐ          | 8  | Helder Postiga    |  | 9'  |
| Dự bị:      |    |                   |  |     |
| TM          | 24 | Rob Burch         |  |     |
| HV          | 34 | Stephen Kelly     |  |     |
| TV          | 14 | Gus Poyet         |  | 9'  |
| TV          | 28 | Mark Yeates       |  |     |
| TV          | 32 | Johnnie Jackson   |  | 60' |
| HLV trưởng: |    |                   |  |     |
| David Pleat |    |                   |  |     |

| TM           | 25 | Árni Arason           |         |     |
| HV           | 17 | Sun Jihai             | 85'     |     |
| HV           | 22 | Richard Dunne         |         |     |
| HV           | 5  | Sylvain Distin (c)    |         |     |
| HV           | 18 | Michael Tarnat        |         |     |
| TV           | 29 | Shaun Wright-Phillips |         |     |
| TV           | 24 | Joey Barton           | 42' 45' |     |
| TV           | 26 | Paul Bosvelt          | 78'     | 80' |
| TV           | 28 | Trevor Sinclair       |         | 80' |
| TĐ           | 39 | Nicolas Anelka        |         | 27' |
| TĐ           | 8  | Robbie Fowler         |         |     |
| Dự bị:       |    |                       |         |     |
| TM           | 32 | Kevin Stuhr Ellegaard |         |     |
| HV           | 41 | Stephen Jordan        |         |     |
| TV           | 10 | Antoine Sibierski     |         | 80' |
| TV           | 20 | Steve McManaman       |         | 80' |
| TĐ           | 11 | Jon Macken            |         | 27' |
| HLV trưởng:  |    |                       |         |     |
| Kevin Keegan |    |                       |         |     |